# Mas de Nadal
Mas de Nadal és una masia de Selvanera, al municipi de Torrefeta i Florejacs (Segarra), inclosa a l'Inventari del Patrimoni Arquitectònic de Catalunya.

## Descripció
Edifici de quatre façanes i tres plantes. A la façana principal (Est), a la planta baixa a l'esquerra, hi ha una entrada a un porxo amb dos arcs rebaixats. En aquest porxo hi ha una entrada a l'edifici amb gran llinda de pedra, dues entrades més senzilles i dues premsadores. A la segona planta, hi ha dues finestres a cada extrem, i al centre un balcó amb barana de ferro. Al darrer pis hi ha una obertura senzilla. A la façana lateral esquerra (Sud), hi ha adossat un edifici amb funcions de magatzem que cobreix la planta baixa. A la segona plana, a la dreta, hi ha una finestra i al centre un balcó amb barana de ferro. A la part esquerra hi ha una barana de balcó que arriba fins a la façana oest.

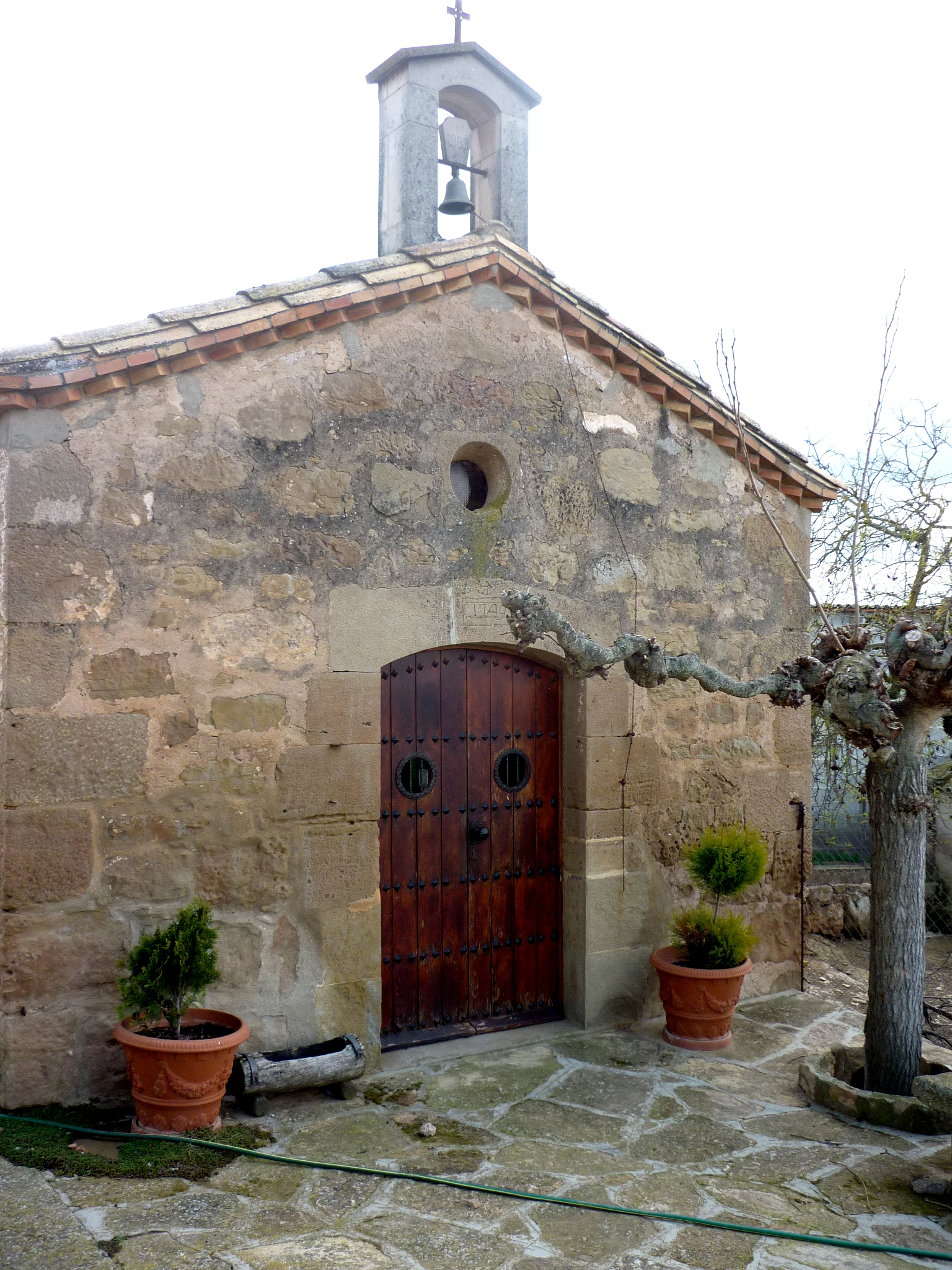
Capella de Sant Vicenç

 A la façana oposada a la principal (Oest), a la planta baixa, hi ha diverses estructures rectangulars, que tenen funció de contrafort; al centre hi ha una font. Hi ha també tres petites finestres. A la planta següent hi ha una entrada a la qual s'hi accedeix per unes escales que venen de la planta baixa. A la façana lateral dreta (Nord), hi ha diverses finestres repartides per les diferents plantes.
La coberta és de dos vessants (est-oest), acabada en teula.
Hi ha diversos edificis que tenien funció ramadera i a uns metres de l'entrada hi ha la petita capella de Sant Vicenç.
S'hi arriba per la carretera que deixa Selvanera pel sud, es passa per davant del mas Mascó, més endavant s'agafa un camí a l'esquerra que ens hi porta.